# Rosh Chodesh
Rosh Chodesh, também conhecido como Rosh Hodesh (em hebraico: ראש חודש; romaniz. Início do mês; lit. Cabeça do mês), é um feriado menor judaico celebrado no início de cada mês no calendário hebraico, marcando o nascimento de uma lua nova. A duração da celebração varia de um a dois dias, dependendo se o mês anterior tinha 29 ou 30 dias.

## Origem
O Livro do Êxodo estabelece a lua nova de Nisã, que é o primeiro mês de Aviv, como o início do calendário hebraico:
| “ | E falou o SENHOR a Moisés e a Arão na terra do Egito, dizendo: "Este mês vos marcará o princípio dos meses; será para vós o primeiro dos meses do ano." | ” |
|   | — Êxodo 12:1-2 . |   |

No Livro dos Números, Deus fala da celebração da lua nova a Moisés:
| “ | E nas vossas festas festivas, nas vossas festas fixas e nos dias de lua nova, tocareis as trombetas sobre os vossos holocaustos e sobre os vossos sacrifícios de paz." | ” |
|   | — Números 10:10 . |   |

No Livro de Salmos, tanto a lua nova quanto a lua cheia são mencionadas como um momento de reconhecimento pelos israelitas:
| “ | Tocai a trombeta na lua nova, na lua cheia, no nosso dia de festa. | ” |
|   | — Salmos 81:3 .                                                    |   |

Na Bíblia, Rosh Chodesh é frequentemente referido simplesmente como "Chodesh", já que a palavra hebraica "chodesh" pode significar tanto "mês" quanto "novo mês".

## Declarando o mês
O judaísmo usa um calendário lunissolar, então Rosh Chodesh é celebrado em conexão com a data da lua nova. Originalmente, a data de Rosh Chodesh foi confirmada no depoimento de testemunhas observando a lua nova, um procedimento conhecido como kiddush hachodesh (santificação do mês). Depois que o Sinédrio declarou Rosh Chodesh para um mês completo (30 dias) ou defeituoso (29 dias), as notícias dele seriam comunicadas por todo Israel e pela diáspora.
Este sistema dependia do funcionamento do Sinédrio para declarar o mês e comunicar este mês às comunidades judaicas distantes. No século IV d.C., isso se tornou impossível e, em vez disso, um calendário fixo de meses de 29 e 30 dias (veja o calendário hebraico para detalhes) foi instituído por Hillel II. No final de um mês de 29 dias, Rosh Chodesh é celebrado por um dia, no primeiro dia do novo mês. No final de um mês de 30 dias, Rosh Chodesh é celebrado por dois dias - o 30º dia do mês anterior e o primeiro dia do novo mês.

## Observância

### Anúncio
Apesar da existência de um calendário fixo, Rosh Chodesh ainda é anunciado nas sinagogas no Shabat anterior (chamado Shabat Mevarchim — O Shabat da Bênção [o novo mês]). O anúncio é feito após a leitura do sefer Torá, antes de devolvê-lo à arca da Torá. O nome do novo mês e o dia da semana em que ele cai são dados durante a oração. Algumas comunidades costumam preceder a oração com o anúncio da data e hora exatas da lua nova, chamada de molad, ou "nascimento". Rosh Chodesh Tishrei (que também é Rosh Hashaná) nunca é anunciado, embora, de acordo com o calendário judaico fixo, seja o fator determinante para todos os adiamentos (Dehioth) que determinam quando cada Rosh Chodesh é realmente observado.

### Observâncias tradicionais
Em Rosh Chodesh, a oração Yaaleh V'Yavo é adicionada à bênção Ritzeh (ou "Avodah") da Amidá. No serviço matinal, "meio Hallel" (Salmos 113–118, com dois parágrafos omitidos) é recitado (exceto em Rosh Chodesh Tevet, que é durante o Chanucá, quando o Hallel completo é recitado). A Torá é lida, especificamente Números 28:1-15, que inclui os sacrifícios de Rosh Chodesh. Um serviço de oração adicional, chamado Mussaf, é adicionado para comemorar os sacrifícios de Rosh Chodesh no Templo. Sua bênção do meio começa com "Roshei Chadashim". Após o serviço, muitos recitam o Salmo 104.
Se Rosh Chodesh cair no Shabat, a leitura regular da Torá é complementada com uma leitura de Números 28:9-15. O costume alemão é cantar o Meio Kaddish precedendo Maftir com uma melodia especial. Na maioria dos meses (se não coincidir com outra Haftará especial), a Haftará regular é substituída por uma Haftará especial de Rosh Chodesh. A oração Mussaf também é modificada quando Rosh Chodesh cai no Shabat. A bênção central é substituída por uma versão alternativa (Ata Yatzarta) que menciona o Shabat e Rosh Chodesh. Se Rosh Chodesh cair em um domingo e não no sábado, a Haftará especial de Mahar Chodesh ("Amanhã é Lua Nova", I Samuel 20:18-42) é lida se não coincidir com outra Haftara especial.
O Kiddush Levana é recitado logo após Rosh Chodesh, embora a maioria das comunidades espere até três ou sete dias após o Molad (o momento do "nascimento" da lua nova). É comum esperar até sábado à noite para recitar o Kiddush Levana.
Muitos têm o costume de comer uma refeição especial em homenagem a Rosh Chodesh, conforme recomendado pelo Shulchan Aruch. Isso dá a oportunidade de recitar o Ya'a'le Ve-Yavo em Birkat Hamazon. Alguns judeus hassídicos cantam o Salmo 104 durante esta refeição.

### Trabalho
Os judeus hoje em dia geralmente tratam Rosh Chodesh como algo pouco diferente de qualquer outro dia da semana (exceto pela expansão do serviço de oração). A Torá não proíbe o trabalho (melakha) em Rosh Chodesh, e o Talmude afirma que o trabalho é permitido em Rosh Chodesh. O Talmude de Jerusalém afirma que as mulheres se abstêm de trabalhar em Rosh Hodesh, mas apenas por costume e não por lei. Este costume está registrado no Shulchan Aruch, mas não parece ser comumente praticado nos tempos modernos.
No entanto, durante grande parte da história judaica inicial, Rosh Chodesh foi observado muito mais seriamente. Em algumas fontes bíblicas, Rosh Hodesh é descrito como um dia em que os negócios não são conduzidos e que parece ter sido dedicado à adoração e à festa. Isso é corroborado por uma inscrição dos óstracos de Arade (c. 600 a.C.) em que um comandante militar é instruído a entregar mercadorias no primeiro dia do mês, mas apenas para registrar essa entrega por escrito no segundo dia do mês (aparentemente porque escrever era considerado um melakha proibido). No período do Segundo Templo, também, Rosh Chodesh era considerado um dia de descanso, de acordo com algumas fontes. No período talmúdico, uma passagem considerava Rosh Chodesh um dia em que o trabalho cessava (bittul); outra passagem sugere que o trabalho cessava (bittul), mas não era proibido (assur). Para explicar a aceitação atual do trabalho em Rosh Chodesh, Shaagat Aryeh propôs que de fato havia uma proibição geral do trabalho em Rosh Chodesh enquanto o Templo estivesse de pé, já que o sacrifício de mussaf era oferecido em nome de todo o povo, e existe um princípio geral de que uma pessoa não pode trabalhar em um dia em que seu sacrifício é oferecido.

### Rosh Chodesh e as mulheres
De acordo com o Talmude, as mulheres não se envolvem em trabalho em Rosh Chodesh. Rashi , ao comentar esta passagem, delineia as atividades das quais elas devem se abster: fiar, tecer e costurar — as habilidades que as mulheres contribuíram para a construção do Mishkan (Tabernáculo). O Shulchan Aruch escreve que "Aquelas mulheres cujo costume é não trabalhar em [Rosh Chodesh] têm um bom costume".
O midrash Pirke De-Rabbi Eliezer dá uma explicação histórica para esta prática:
| “ | Arão discutiu consigo mesmo, dizendo: "Se eu disser a Israel: 'Dai-me ouro e prata', eles os trarão imediatamente; mas eis que eu lhes direi: 'Dai-me os brincos de vossas mulheres e de vossos filhos', e imediatamente o negócio fracassará", como está escrito: "E Arão lhes disse: 'Quebrem as argolas de ouro'". As mulheres ouviram (isso), mas não quiseram dar seus brincos aos seus maridos; mas eles lhes disseram: "Vós desejais fazer uma imagem esculpida de uma imagem de fundição, sem poder nela para livrar." O Santo, bendito seja Ele, deu às mulheres sua recompensa neste mundo e no mundo vindouro. Que recompensa Ele lhes deu neste mundo? Que observassem as luas novas com mais rigor do que os homens, e que recompensa Ele lhes dará no mundo vindouro? Elas estão destinadas a serem renovadas como as luas novas, como está escrito: "Quem farta os teus anos de bens, de sorte que a tua mocidade se renova como a da águia." | ” |

Nos tempos modernos, as observâncias de Rosh Chodesh centradas nas mulheres variam de grupo para grupo, mas muitas são centradas em pequenas reuniões de mulheres, chamadas grupos de Rosh Chodesh. Muitas vezes há um interesse particular na Shekinah, considerada pela cabala como um aspecto feminino de Deus. Esses grupos se envolvem em uma ampla variedade de atividades que giram em torno de questões importantes para as mulheres judias, dependendo da preferência dos membros do grupo. Muitos grupos de Rosh Chodesh exploram espiritualidade, educação religiosa, ritual, questões de saúde, música, canto, arte e/ou culinária. Alguns grupos também optam por educar jovens mulheres judias em sua comunidade sobre vida sexual, autoimagem e outras questões de saúde mental e física das mulheres.

## Links externos
- My Jewish Learning: Rosh Chodesh
- Jewish Virtual Library - Rosh Chodesh
- Rabbi Eliezer Melamed, Peninei Halakha - Zmanim, Rosh Chodesh